# Большие Притёсы
Большие Притёсы — высокая и протяженная (более километра) скальная стена высотой до 100 метров в форме огромной каменной подковы, отвесно обрывающаяся в воды реки Ай и чем-то напоминающая норвежские фьорды. Расположена в Челябинской области.
Определение «большие» передает величину горных пород. Термин «притёсы» произошел от «тесать», «утёс».
В старину местные жители (кульметьевские татары, башкиры, мещеряки) называли Большие Притёсы «Сыбар-кая», что значит «пестрая скала». Скала имеет различные оттенки благодаря испещрившим её лишайникам.